# Edward Sperling

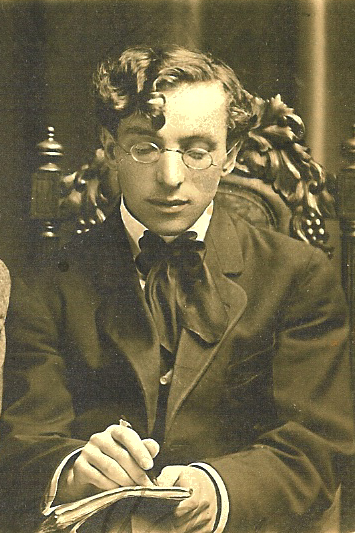

Edward J. Sperling (Slutsk, Bielorrusia, 1889 - 22 de julio de 1946), nacido Ezra Sperling, fue un escritor, humorista y sionista del siglo XX.

## Primeros años
Ezra Sperling nació en 1889 en una comunidad judía en Slutzk, Bielorrusia, que entonces formaba del Imperio ruso. En su niñez, él y su familia huyeron de Rusia para evitar los pogromos realizados por el estado e inmigraron a los Estados Unidos, donde cambió su nombre a Edward. Su familia finalmente se estableció en la ciudad Sioux, Iowa. Cuando era niño - y a lo largo de su vida - Edward era tranquilo, tierno y bastante introvertido, y pasaba su tiempo leyendo o escribiendo. Como consecuencia, empezó a escribir profesionalmente para los periódicos judíos locales.

## La I Guerra Mundial y repercusión
Cuando estalló la I Guerra Mundial, en 1918, Edward se fue a Canadá para alistarse en el Ejército Británico, y acabó alistándose en la Legión Judía dirigida por Joseph Trumpeldor, cuyo nombre puso a su primer hijo, Joseph Trumpeldor Sperling (aunque esto también era el resultado de la amistad entre la futura esposa de Edward y Trumpledor). No está claro que Sperling fuera sionista antes de alistarse en la Legión Judía o que sus experiencias bajo sionistas como Trumpeldor le influyeron a ese final, pero es seguro que cuando se acabó la guerra, él creía ampliamente en la causa sionista. Después de su licenciamiento de la Legión Judía, se mudó a Palestina, donde se casó con una compatriota rusa emigrada que se llamaba Sara Fixman, con la cual tuvo cuatro hijos. Se hizo amigo de muchos sionistas importantes, entre ellos el futuro presidente, Yitzhak Ben-Zvi; el fundador de los diarios Palestine Post y Jerusalem Post, Gershon Agron; y el primer ministro, Moshe Shertok. Por petición de la Agencia Judía, Edward empezó a trabajar para el Mandato Británico, llegando al puesto de director general del ministerio de comercio e industria. Usaba su puesto para ayudar el desarrollo de industrias judías y los kibutzes.

## Escritos
Mientras trabajaba para el Mandato Británico, Edward escribió para muchos periódicos, incluyendo el Jewish Chronicle de Londres y el Palestine Illustrated News, normalmente usando pseudónimos (lo más notable era “Caisson”). Su artículo más exitoso, escrito para el Illustrated News, se llamaba “Barrage”.  Barrage, que era fundamentalmente una colección de aforismos, duró desde 1937 hasta el abril de 1946. El humor mostrado es generalmente basado en las inconveniencias de la vida (y más tarde, del tiempo de guerra) de los palestinos. Extractos de Barrage:
"It is feared that the high cost of hair dyes may cause a serious shortage of blondes in the country  (Se teme que el alto coste del tinte de pelo puede causar una escasez de pelirrubios en el país)."
"Military experts, once skeptical, now give great praise to the Soviet Army. Those Russians have shown that they can make towns faster than anybody else can pronounce them  (Los expertos del ejército, anteriormente escépticos, ahora elogian al Ejército Soviético. Eses rusos han demostrado que pueden tomar pueblos antes que nadie les diga algo)."
"It is feared that should the python, which escaped the other day from the Tel Aviv Zoo, begin to devour camels, the city will be threatened with a serious meat shortage  (Se teme que la piton, que huyó recientemente del Zoo de Tel Aviv, empiece a devorar camellos, la ciudad será amenazada con una importante escasez de carne)."
En 1992, el nieto de Sperling, David Sperling, compiló muchos de sus aforismos en un libro llamado Barrage: Observations from Palestine, 1940-1946, el cual permanece todavía sin publicar. 
Sperling también escribió críticas de arte para el Jewish Chronicle y el Palestine Post (el segundo publicó su reseña en el día de su muerte), usando los iniciales “Th.F.M.”.

## Muerte
El 22 de julio de 1946, Edward Sperling murió en el bombardeo del hotel Rey David. Sperling se estaba preparando para marcharse de Jerusalén e ir a Haifa.  
Cuando salió de su oficina gubernamental en el Hotel King David, los hombres de Irgun le dispararon (sin saber que él mismo era sionista). Herido, huyó a su oficina en el hotel. Poco después, las bombas plantadas por los hombres Irgun en el hotel explotaron. Estaba entre las 91 personas que murieron en el atentado. Fue enterrado en el Monte de los Olivos en Jerusalén.
- Datos: Q5345388